# 長野県豊科高等学校
長野県豊科高等学校（ながのけん とよしなこうとうがっこう）は、長野県安曇野市豊科にある公立高等学校。略称は「豊高」（とよこう）。文化祭も「豊高祭」と称する。

## 沿革
- 1922年（大正11年）10月6日 - 文部省により、翌年4月の開校を認可される[1]。
- 1923年（大正12年）4月1日 - 長野県豊科高等女学校として開校。旧豊科小学校の校舎の一部を仮本校舎として使用。
- 1924年（大正13年）3月 - 現在地に本校舎が落成し、移転。
- 1925年（大正14年）3月 - 校友会発足。
- 1927年（昭和2年）4月 - 補修科設置。
- 1942年（昭和17年）3月 - 補修科廃止。
- 1942年（昭和17年）4月 - 専攻科設置。
- 1946年（昭和21年）3月 - 専攻科廃止。
- 1948年（昭和23年）4月1日 - 学制改革により、長野県豊科高等学校となる。全日制及び定時制の普通科課程を設置。
- 1948年（昭和23年）10月 - 初の修学旅行実施。
- 1949年（昭和24年）4月1日 - 男女共学に移行。校友会誌「しなの木」発刊。
- 1950年（昭和25年）3月 - 定時制廃止。
- 1952年（昭和27年）8月 - 制服制定。
- 1954年（昭和29年）4月1日 - 女子校に移行。
- 1973年（昭和48年）8月 - 制服自由化。
- 1974年（昭和49年）4月1日 - 再び男女共学に移行。校章制定。当年度の入学生以後、修学旅行廃止。
- 1993年（平成5年）6月  創立70周年新校舎落成記念式典挙行。
- 2023年（令和5年）10月21日 - 創立100周年記念式典挙行。

## 部活動
昭和37年（1962年）までは「班活動」と称した。女子ソフトボール部（当時は班）は、昭和26年神宮大会全国優勝の実績を持つ。サッカー部は昭和54年（第57回）、昭和56年（第59回）、昭和57年（第60回）の全国高等学校サッカー選手権大会に長野県代表として出場した。

## 教育目標
- 自主性、積極性を育てる
- 学力、気力、体力の充実向上をはかる
- 連帯感を培い、社会性を養う

## 出身者
- 上松範康（音楽家）
- 高嶋青海（フルート奏者）
- 古幡亮（歌手・ダンサー・振付師）

## 校章
- 校章

## 校歌・応援歌
- 校歌（作詞：尾崎喜八、作曲：中田喜直）
- 応援歌（作詞：小林幹子、作曲：長谷川美枝子）

## 学校周辺
- 長野県南安曇農業高等学校
- 国道147号
- 吉野神社
- 安曇野市バス「豊科中央公園西」停留所
- 豊科中央公園
- 新田堰

## 最寄駅
- 東日本旅客鉄道大糸線：南豊科駅